# 救济世界饥饿组织
救济世界饥饿组织（德語：Deutsche Welthungerhilfe e. V., 短的: 德語：, 發音：[vɛltˈhʊŋɐˌhɪlfə] ⓘ）是一个非宗教、非政治、非營利、独立的非政府组织。总部位于德国波恩。自从1962年成立以来，该组织大约使用了20.3亿欧元在非洲、拉丁美洲和亚洲70多个国家完成了超过6250个救助项目。救济世界饥饿组织持有德国社会问题研究所（DZI）颁发的许可文件。

## 目标和方针
救济世界饥饿组织以消除全世界范围内的饥荒和贫穷为目标。遵循以帮助是为了自助的基本原则。该组织也与发展中国家的当地组织合作来帮助当地的人民摆脱饥饿和贫穷，同时为他们提供一个可持续发展的环境。

## 历史
救济世界饥饿组织成立于1962年，前身是德国免受饥饿运动委员会，由德国前总统海因里希·吕布克倡议发起。该委员会组织了部分德国免受饥饿运动，德国免受饥饿运动是由当时联合国粮农组织（FAO）总干事Binay Ranjan Sen发起。

## 组织结构
自救济世界饥饿组织成立以来，在2008年11月之前首脑一直是各届的德国总统。在2008年11月改组织调整了自己的管理结构，波恩市时任市长Bärbel Dieckmann成为了新一届的主席，副主席是德国的政治学家、科学家Klaus Töpfer教授。Bärbel Dieckmann的前任Ingeborg Schäuble担任过12年董事会主席。这个组织的组织条款是由一个七人组成的荣誉监事会来共同完成，这七个人是由三名成员组成的执行董事会的董事提名。

## 资金
尽管收到来自公众的私人资助的金额急剧增长（2009年：3190万欧元）。但最大的公共资助组织是欧盟委员会、联邦经济合作与发展部和联合国世界粮食计划署（WFP）。2009年该组织在管理上的金额为收入的1.8%，另外的5.4%是花在广告宣传和公共关系方面的工作上。

## 活动
救济世界饥饿组织主要提供帮助和支持的领域是在发展中国家的乡村发展和食品安全 ，还有直接灾难援助 。此外还有关于重建基础设施（如，学校、公路等）、社会教育、加强公民社会、卫生保健的项目被立项。
在德国和欧洲，救济世界饥饿组织和其他组织一起批评当前发展政策，通过这样来影响政府的决策。
例如：
- 连同儿童慈善组织terre des hommes定期发表关于发展援助的报告。
- 救济世界饥饿组织同时也是VENRO的一员。
- 同Alliance2015一起在欧洲范围内经行政治游说。
- 为高校关于政治和政策的研究提供资料。
- 救济世界饥饿组织的志愿者为救助项目经行筹款活动。

在2010年救济世界饥饿组织同国际粮食政策研究所（IFPRI）发布了第五次全球饥饿指数。自2007年以来，一直与关爱世界组织合作。